# Rivierenbuurt (Amsterdam)

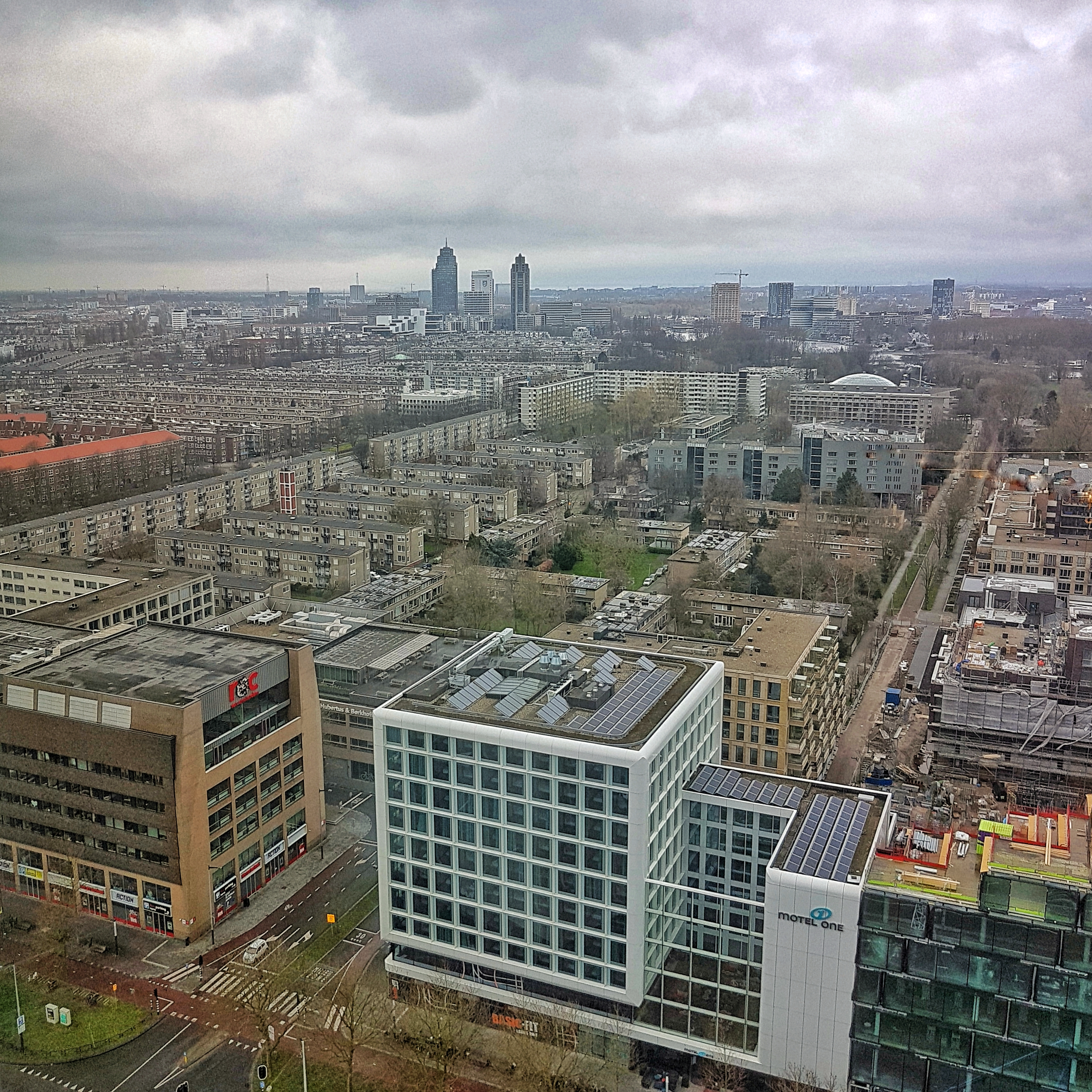
Uitzicht over de Rivierenbuurt Amsterdam

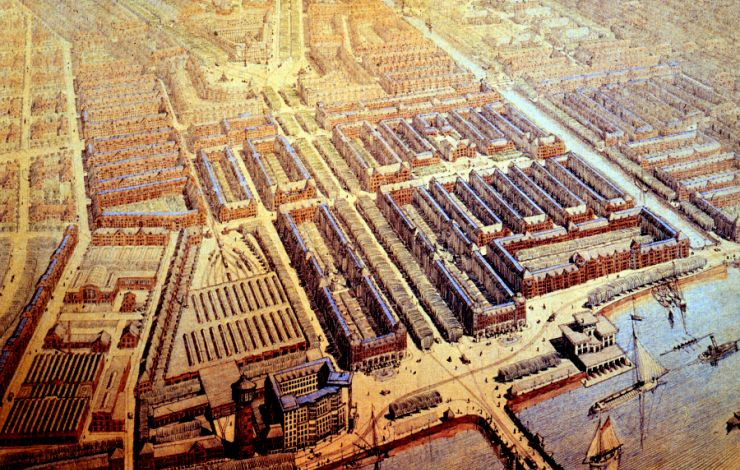
Vogelvlucht van Plan Zuid van H.P. Berlage met de latere Rivierenbuurt op de voorgrond, gezien van oost naar west.

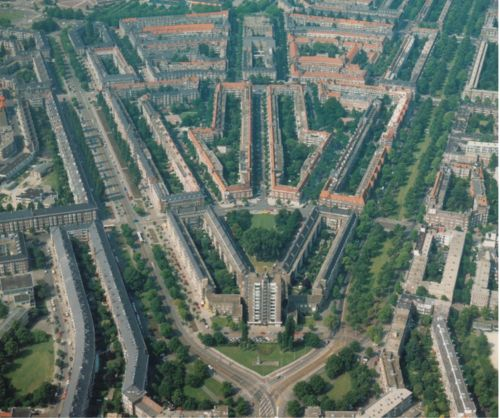
Luchtfoto uit 1995 met zicht op het Victorieplein met de Wolkenkrabber en een deel van de Rivierenbuurt. Het Twaalfverdiepingenhuis (Wolkenkrabber) staat in het midden van de splitsing tussen de Rooseveltlaan (links) en de Churchill-laan (rechts).

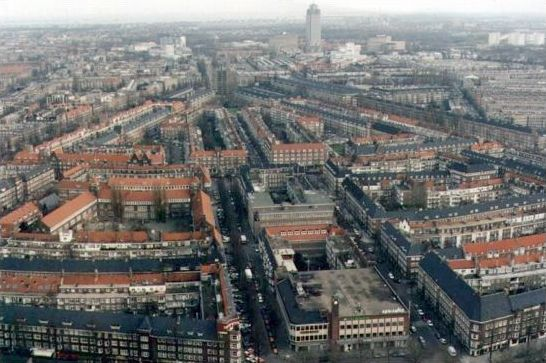
De Amsterdamse Rivierenbuurt, gezien van west naar oost.

De Rivierenbuurt in Amsterdam-Zuid maakt deel uit van Plan Zuid van H.P. Berlage. Tot 1 mei 1896 viel het toen nog landelijke gebied bestuurlijk onder de gemeente Nieuwer Amstel. Plan Zuid valt uiteen in verschillende delen: de Apollobuurt en Stadionbuurt, gericht op welgestelden, middenklasse en arbeidersklasse, en de Rivierenbuurt, gericht op de middenklasse. De Rivierenbuurt is gebouwd in de jaren twintig en dertig van de 20e eeuw. In het stedenbouwkundig plan was bedacht dat drie hoofdstraten (Amstellanen) de buurt in een Y-vorm doorsnijden, en samenkomen op het Daniël Willinkplein, een vernoeming naar de Nederlandse schrijver Daniël Willink (1676-1722). Dit waren de Amstellaan, Noorder Amstellaan en Zuider Amstellaan. De overige straatnamen in de buurt werden vernoemd naar Nederlandse rivieren. Opmerkelijke uitzonderingen zijn de Uithoornstraat die werd vernoemd naar de afmeerplaats aan de Amsteldijk van de beurtschipper uit Uithoorn en het Borssenburgplein en -straat die vernoemd zijn naar een voormalige buitenplaats aan de Amsteldijk die in 1866 werd gesloopt.

## Geschiedenis

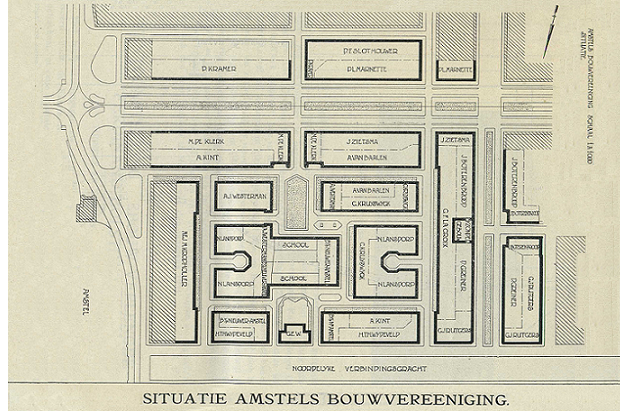
Woningbouw door Amstels Bouwvereeniging

De Dienst der Publieke Werken van de gemeente Amsterdam gaf in 1921 een flinke lap onteigende grond ten noordoosten van het Victorieplein in erfpacht uit aan Amstels Bouwvereniging, waarin 71 bouwondernemingen samenwerkten. Hier bouwden zij uiteindelijk 1739 kleine en gebrekkige middenstandswoningen met een huur tussen de 11 en 20 gulden per week. In 1925 werden de woningen voltooid, maar 16 bouwparticipanten konden meteen al hun verplichtingen niet nakomen, en de gemeente kocht daarop hun bezit. Op deze wijze verkreeg de Gemeentelijke Woningdienst Amsterdam aanzienlijk bezit in de Rivierenbuurt, ten zuiden van de Amstelkade en ten noorden van de huidige Vrijheidslaan en Churchill-laan.
In de Rivierenbuurt is veel bebouwing te vinden in de stijl van de Amsterdamse School. Bekende architecten zoals Margaret Staal-Kropholler, Michel de Klerk en Piet Kramer hebben hier gebouwd.
Het meest markante gebouw in de Rivierenbuurt is de 'Wolkenkrabber' van J.F. Staal, oftewel het 12-verdiepingenhuis. Het is in die zin dus geen echte wolkenkrabber. Het is gebouwd als onderdeel van het woningbouwcomplex rondom het Merwedeplein van projectontwikkelingsmaatschappij Hilwis, die als gevolg van diverse faillissementen tijdens de bouw diverse doorstarts heeft meegemaakt. N.V. Bouw- en exploitatie mij. Hilwis I-II-III werden geleid door de directeuren Jur. Reijn en K. Hille.
Een ander voorbeeld van moderne woningbouw bevindt zich aan de Zomerdijkstraat, hier staan de atelierwoningen uit 1932-'34 van de architecten Piet Zanstra, Jan Giesen en Karel Sijmons.

### De Rivierenbuurt en de Jodenvervolging
Vanaf de jaren dertig vestigden zich meer en meer Joodse inwoners in de Rivierenbuurt. Het betrof vooral de Joodse middenklasse, Joodse arbeiders woonden in de Jodenbuurt in het centrum van Amsterdam. Voor de Joodse inwoners van de Rivierenbuurt was hun verhuizing naar de Rivierenbuurt een stapje omhoog op de maatschappelijke ladder. Ook Joods Duitse vluchtelingen vestigen zich vanaf 1933 veelal in deze buurt. Uiteindelijk woonde in 1940 zo'n 40% van de in Amsterdam wonende Joden in dit deel van de stad. Aan het begin van de Tweede Wereldoorlog telde de buurt 17.000 Joodse bewoners. 13.000 van hen overleefden de oorlog niet; ze kwamen veelal om in vernietigings- en concentratiekampen. Hiertoe behoorden ook Anne Frank en haar familie, die van 1933 tot 1942 aan het Merwedeplein woonden.
Op sommige huizen in de Rivierenbuurt staan nog steeds met hand geschilderde nummers op de muren naast de portieken. Deze nummers werden aangebracht door de bewoners zelf in het kader van de verduisteringsmaatregelen en niet door de nazi's, zoals door sommigen wel gedacht werd. Anno 2006 wonen in de Rivierenbuurt nog relatief veel joden. Aan de Lekstraat is een orthodox-joodse synagoge gevestigd die momenteel dienstdoet als veilinghuis, de Lekstraatsynagoge. Bij deze synagoge hoort ook een kollel. Een aanzienlijk deel van de joodse bevolking rekent zich tot het charedisch jodendom.

### Na de oorlog
Het eerste hoge woongebouw van Amsterdam staat aan het plein (toen nog Daniël Willinkplein, thans Victorieplein) dat het punt van samenkomst vormt van de drie hoofdstraten die in een Y-vorm de buurt doorsnijden. Dit waren de Amstellaan, Noorder Amstellaan en Zuider Amstellaan. In 1946 werden deze drie lanen vernoemd naar de belangrijkste leiders van de geallieerden: Stalin, Churchill en Roosevelt. Na de Russische inval in Hongarije in 1956 werd de Stalinlaan op 14 november 1956 omgedoopt in Vrijheidslaan.
Aan de oostkant van de Rivierenbuurt bevindt zich sinds 1932 de Berlagebrug over de Amstel, die de verbinding vormt met Amsterdam-Oost en het Amstelstation. Over deze brug kwamen zowel de Duitse bezetter op 15 mei 1940 Amsterdam binnen als de Canadese bevrijders op 8 mei 1945.
Aan de zuidkant van de Rivierenbuurt bevindt zich sinds 1954 de Utrechtsebrug over de Amstel, die het begin vormt met de weg naar Utrecht (Rijksweg A2).
Op 16 juli 1958 werd de naam van het Westerscheldeplein gewijzigd in Europaplein. Hier bevinden zich sinds 1961 het RAI-gebouw en het RAI-Congrescentrum.
Aan de zuidkant van de Rivierenbuurt bevindt zich de Rivierenlaan. Na de moord op John F. Kennedy in 1963 werd deze op 9 januari 1964 omgedoopt in President Kennedylaan. Hier vinden we ook het Martin Luther Kingpark, naar de in 1968 vermoorde Afro-Amerikaanse burgerrechtenactivist.

## Stadsdelen
Met de instelling van de stadsdelen werd de Rivierenbuurt in 1987 een apart stadsdeel. In 1998 fuseerde dit met het stadsdeel Buitenveldert en vormde het nieuwe stadsdeel Zuideramstel. Dit stadsdeel fuseerde weer met Oud-Zuid en sinds 1 mei 2010 maakt de Rivierenbuurt deel uit van het stadsdeel Zuid.

## Vervoer in de Rivierenbuurt

### Trams
Sinds 1916 hebben de volgende tramlijnen voor kortere of langere tijd door de wijk gereden: 4, 5, 5A, 7, 8, 11 (evenementenlijn), 12, 20, 25 en S. De lijnen 4 en 12 rijden nog steeds door de Rivierenbuurt.
Aan de Kromme Mijdrechtstraat/Lekstraat bevindt zich de Remise Lekstraat (bouwjaar 1927-'29) van het GVB (Amsterdam).

### Bussen
Sinds 1939 hebben de volgende buslijnen voor kortere of langere tijd door de wijk gereden: E, 8, 15, 41, 48, 49, 53, 58, 60, 62, 65, 66, 69, 169 en 199. Lijn 62 rijdt nog steeds door de Rivierenbuurt.

### Metro
De ondergrondse Noord/Zuidlijn is tussen 2003 en 2018 aangelegd. De tunnel is gegraven onder de Scheldestraat. Er is een station Europaplein voor het RAI-gebouw aan het Europaplein.